# Cerro Cañada Cerrada
El Cerro Cañada Cerrada (8°53′36″N 70°47′25″O / 8.8932, -70.7904) es una formación de montaña ubicada en el extremo norte del páramo el Gavilán y su Pico El Gavilán, Mérida, Venezuela. A una altitud de 3.879 m s. n. m. el Cerro Cañada Cerrada es una de las montañas más altas en Venezuela. 

## Ubicación
En la falda norte de la montaña se asienta el caserío andino Caña Cerrada y, más al oeste a orillas del Troncal 7 el poblado de Almorzadero. Hacia el este están el Cerro Piedra Negra, el Cerro Santa Bárbara y su laguna homónima y la Laguna La Corcovada.